# Burgos Club de Fútbol
|  | No s'ha de confondre amb Burgos Club de Fútbol (1936) o Real Burgos Club de Fútbol. |

El Burgos Club de Fútbol és un club de futbol de la ciutat de Burgos a Castella i Lleó.

## Història
Les primeres notícies de futbol a la ciutat daten del 1917 quan la Unión Sportiva Obrera organitza la primera competició entre els equips Deportivo i Mariano. Des d'aleshores han estat molts els clubs que han representat la ciutat. A continuació n'esmentem els més importants:
- 11 de gener de 1923: Burgos Foot-ball Club.
- 16 de setembre de 1923: Deportivo Castilla-Burgos, primer club federat, fusió dels clubs Castilla, Burgos C.F. i Laserna. Vestia de morat.
- 28 de novembre de 1926: Unión Deportiva Burgalesa, vestia de blanc i vermell. Va desaparèixer el 1929.
- 3 de maig de 1936: Gimnástica Deportiva Burgalesa, format a partir de la dissolució del Burgos C.F. Vestia primer de vermell i blanc i després adoptà la samarreta blanca amb pantaló negre. L'any 1946 es rebateja Gimnástica de Burgos i el 1948 adopta el nom Burgos Club de Fútbol.
- 4 d'agost de 1983: Real Burgos Club de Fútbol, fundat a partir del Burgos Promesas, que davant la imminent desaparició del Burgos CF es desvinculà d'aquest. El Real Burgos vestia samarreta vermella amb una franja vertical marró i pantaló blanc. Desaparegué el 1994.
- 1994: Burgos Club de Fútbol, refundació del club adoptant l'antic nom. Adopta també la samarreta blanca i el pantaló negre de l'antic Burgos CF.

## Estadi
La seu del club és l'Estadi Municipal d'El Plantío inaugurat el 1964, una capacitat per a 14.500 espectadors i unes dimensions de 105x70 metres. Antigament va jugar al camp de Zatorre.

## Palmarès
- Tercera Divisió Grup VIII
- 2a Divisió B Grup II
- Copa Federació: 1997

## Jugadors

### Plantilla 2025-26
A 15 agost 2025
| N. | Pos. | Nac. | Jugador         |
| -- | ---- | --- | --------------- |
| 2  | DEF  | [[Fitxer:Flag of Spain.svg\|23x15px\|border \|alt=Espanya\|link=Selecció de futbol d'Espanya\|{{#if:\|]]                                           | Álex Lizancos   |
| 3  | MIG  | [[Fitxer:Flag of Spain.svg\|23x15px\|border \|alt=Espanya\|link=Selecció de futbol d'Espanya\|{{#if:\|]]                                           | Ander Martín    |
| 4  | DEF  | [[Fitxer:Flag of Colombia.svg\|23x15px\|border \|alt=Colòmbia\|link=Selecció de futbol de Colòmbia\|{{#if:\|]]                                     | Anderson Arroyo |
| 5  | MIG  | [[Fitxer:Flag of Spain.svg\|23x15px\|border \|alt=Espanya\|link=Selecció de futbol d'Espanya\|{{#if:\|]]                                           | Miguel Atienza  |
| 6  | DEF  | [[Fitxer:Flag of Spain.svg\|23x15px\|border \|alt=Espanya\|link=Selecció de futbol d'Espanya\|{{#if:\|]]                                           | Sergio González |
| 7  | DAV  | [[Fitxer:Flag of Colombia.svg\|23x15px\|border \|alt=Colòmbia\|link=Selecció de futbol de Colòmbia\|{{#if:\|]]                                     | Mateo Mejía     |
| 8  | DEF  | [[Fitxer:Flag of Spain.svg\|23x15px\|border \|alt=Espanya\|link=Selecció de futbol d'Espanya\|{{#if:\|]]                                           | Grego Sierra    |
| 9  | DAV  | [[Fitxer:Flag of Spain.svg\|23x15px\|border \|alt=Espanya\|link=Selecció de futbol d'Espanya\|{{#if:\|]]                                           | Fer Niño        |
| 10 | MIG  | [[Fitxer:Flag of the Territorial Collectivity of Martinique.svg\|23x15px\|border \|alt=Martinica\|link=Selecció de futbol de Martinica\|{{#if:\|]] | Kévin Appin     |
| 11 | DAV  | [[Fitxer:Flag of Spain.svg\|23x15px\|border \|alt=Espanya\|link=Selecció de futbol d'Espanya\|{{#if:\|]]                                           | Víctor Mollejo  |
| 12 | DEF  | [[Fitxer:Flag of France (1794–1815, 1830–1974).svg\|23x15px\|border \|alt=França\|link=Selecció de futbol de França\|{{#if:\|]]                    | Florian Miguel  |
| 13 | POR  | [[Fitxer:Flag of Spain.svg\|23x15px\|border \|alt=Espanya\|link=Selecció de futbol d'Espanya\|{{#if:\|]]                                           | Ander Cantero   |
| 14 | MIG  | [[Fitxer:Flag of Spain.svg\|23x15px\|border \|alt=Espanya\|link=Selecció de futbol d'Espanya\|{{#if:\|]]                                           | David González  |

| N. | Pos. | Nac. | Jugador                |
| -- | ---- | --- | ---------------------- |
| 15 | MIG  | [[Fitxer:Flag of Switzerland.svg\|23x16px\|border \|alt=Suïssa\|link=Selecció de futbol de Suïssa\|{{#if:\|]] | Gabriel Barès          |
| 16 | MIG  | [[Fitxer:Flag of Spain.svg\|23x15px\|border \|alt=Espanya\|link=Selecció de futbol d'Espanya\|{{#if:\|]]      | Curro Sánchez          |
| 17 | MIG  | [[Fitxer:Flag of Spain.svg\|23x15px\|border \|alt=Espanya\|link=Selecció de futbol d'Espanya\|{{#if:\|]]      | Mario Cantero          |
| 18 | DEF  | [[Fitxer:Flag of Spain.svg\|23x15px\|border \|alt=Espanya\|link=Selecció de futbol d'Espanya\|{{#if:\|]]      | Aitor Córdoba (capità) |
| 19 | MIG  | [[Fitxer:Flag of Spain.svg\|23x15px\|border \|alt=Espanya\|link=Selecció de futbol d'Espanya\|{{#if:\|]]      | Iván Chapela           |
| 21 | DAV  | [[Fitxer:Flag of Spain.svg\|23x15px\|border \|alt=Espanya\|link=Selecció de futbol d'Espanya\|{{#if:\|]]      | Iñigo Córdoba          |
| 22 | DEF  | [[Fitxer:Flag of Spain.svg\|23x15px\|border \|alt=Espanya\|link=Selecció de futbol d'Espanya\|{{#if:\|]]      | Brais Martínez         |
| 23 | MIG  | [[Fitxer:Flag of Spain.svg\|23x15px\|border \|alt=Espanya\|link=Selecció de futbol d'Espanya\|{{#if:\|]]      | Iván Morante           |
| 24 | DEF  | [[Fitxer:Flag of Serbia.svg\|23x15px\|border \|alt=Sèrbia\|link=Selecció de futbol de Sèrbia\|{{#if:\|]]      | Nikola Miličić         |
| 28 | MIG  | [[Fitxer:Flag of Spain.svg\|23x15px\|border \|alt=Espanya\|link=Selecció de futbol d'Espanya\|{{#if:\|]]      | Saúl del Cerro         |
| 33 | MIG  | [[Fitxer:Flag of Spain.svg\|23x15px\|border \|alt=Espanya\|link=Selecció de futbol d'Espanya\|{{#if:\|]]      | Marcelo Expósito       |
| —  | DAV  | [[Fitxer:Flag of Spain.svg\|23x15px\|border \|alt=Espanya\|link=Selecció de futbol d'Espanya\|{{#if:\|]]      | Mario González         |

### Equip filial
| N. | Pos. | Nac. | Jugador       |
| -- | ---- | --- | ------------- |
| 31 | DAV  | [[Fitxer:Flag of Spain.svg\|23x15px\|border \|alt=Espanya\|link=Selecció de futbol d'Espanya\|{{#if:\|]] | Fermin Garcia |
| 32 | DAV  | [[Fitxer:Flag of Spain.svg\|23x15px\|border \|alt=Espanya\|link=Selecció de futbol d'Espanya\|{{#if:\|]] | Ethan Ventosa |

| N. | Pos. | Nac. | Jugador       |
| -- | ---- | --- | ------------- |
| 37 | POR  | [[Fitxer:Flag of Spain.svg\|23x15px\|border \|alt=Espanya\|link=Selecció de futbol d'Espanya\|{{#if:\|]] | Marc Monedero |

### Cedits a altres equips
| N. | Pos. | Nac. | Jugador                                                          |
| -- | ---- | --- | ---------------------------------------------------------------- |
| —  | DAV  | [[Fitxer:Flag of Uruguay.svg\|23x15px\|border \|alt=Uruguai\|link=Selecció de futbol de l'Uruguai\|{{#if:\|]] | Fernando Mimbacas (al Deportivo Cali fins al 30 de juny de 2026) |

## Staff tècnic
| Posició               | Personal                                          |
| --------------------- | ------------------------------------------------- |
| Entrenador            | Lluís Miquel Ramis                                |
| Segon entrenador      | José Manuel Gil                                   |
| Entrenador de porters | Martín Ragg                                       |
| Preparador físic      | Miguel Ángel Fernández                            |
| Analista              | Iván Madroño                                      |
| Technical assistant   | Guillermo Ruiz                                    |
| Delegat               | José Ramón González                               |
| Utiller               | David Cerdá                                       |
| Fisioterapeuta        | Pablo Busto Marta Ordoñez Rafa Díaz Luis Buitrago |
| Metge                 | Antonio Rodríguez                                 |
| Rehabilitació         | Luis Gutiérrez                                    |

Darrera actualització: 20 novembre 2024
Font: Burgos CF (castellà)

## Jugadors històrics destacats

### Burgos CF (antic)
- Juanito
- Manzanedo
- Miguel Ángel Portugal

### Real Burgos
- Gavril Balint

### Burgos CF (actual)
- Onésimo Sánchez
- Peragón
- Aritz Aduriz
- Dmitri Txérixev